# Françafrique (saggio)
Françafrique, il più lungo scandalo della Repubblica è un saggio del 1998, scritto da François-Xavier Verschave, autore di numerose altre opere sulle relazioni franco-africane ed ex presidente dell'associazione Survie (ndt: Sopravvivenza).

## Il concetto di Françafrique secondo Verschave

### Presentazione e origine del termine
L'ex presidente della Costa D'Avorio Félix Houphouët-Boigny ha coniato l'espressione France-Afrique nel 1955 per definire i buoni rapporti che voleva intrattenere con la Francia. Il termine che ne deriva, « Françafrique », è stato introdotto successivamente da François-Xavier Verschave.
L'autore descrive la Françafrique come « una nebulosa d'attori economici, politici e militari, in Francia e in Africa, organizzata in reti e lobbies, e incentrata sull'accaparramento di due fonti di guadagno : le materie prime e l'Aiuto pubblico allo sviluppo. La logica di quest' appropriazione è di vietare l'iniziativa fuori dal circolo degli insiders. Il sistema autodegradante si ricicla nella criminalità. È naturalmente ostile alla democrazia».
È necessario dunque risalire alle origini di questa nebulosa del 1960 quando Charles De Gaulle concede l'indipendenza alle colonie dell'Africa Nera e crea le «Reti Foccart».

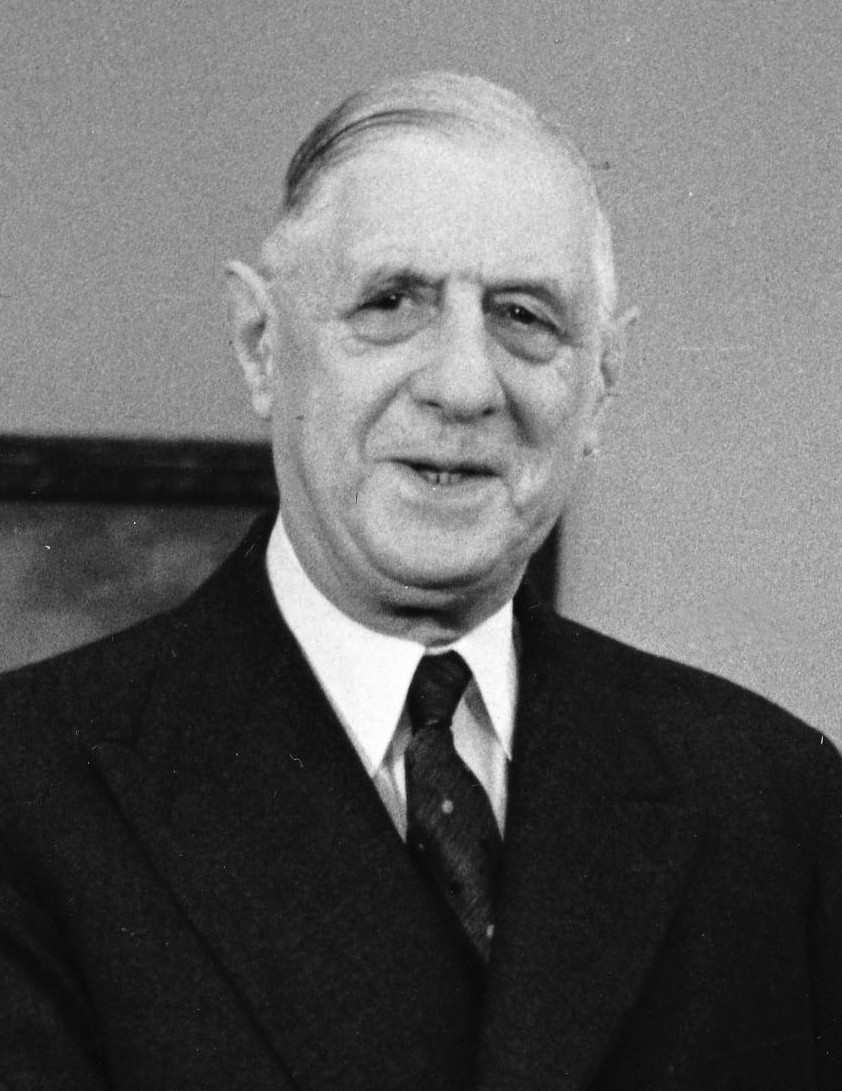
Charles De Gaulle nel 1963

### Cause
Secondo Verschave, l'attuazione di questo sistema avrebbe avuto diverse cause: 
- Assicurare un posto allo Stato francese nella politica internazionale, grazie ad una « sfera d'influenza » nell'Africa francofona, garantendo all'ONU un numero cospicuo di voti.
- Un accesso privilegiato alle materie prime d'importanza strategica, molto numerose nella regione, e lo « sfruttamento delle rendite ».
- L'appropriazione indebita dei fondi dell'aiuto pubblico allo sviluppo a favore di vari intermediari: uomini politici francesi e africani, grandi partiti politici francesi e i traffici criminali a loro legati.
- Il ruolo dello Stato francese durante la Guerra fredda, subappaltatore degli Stati Uniti in Africa.
- La difesa della Francofonia, di pari passo con la volontà di contrastare l'egemonia crescente della cultura anglo-sassone nel mondo.
- Il perseguimento della « grande politica araba » dello Stato francese.
- Il corporativismo e la difesa reciproca degli interessi in seno alle reti.

### Metodi di françafrique
Secondo la tesi di Verschave, un gran numero di presidenti e di dittatori africani delle ex colonie francesi sono saliti al potere sostenuti e protetti dallo Stato francese. Egli cita quindi Omar Bongo (Gabon), Gnassingbé Eyadéma (Togo), Paul Biya (Camerun), Denis Sassou-Nguesso (Congo), Blaise Compaoré (Burkina Faso) e Idriss Déby (Ciad).
Si può notare l'indifferenza dei governi nei confronti di guerre che si basano su schemi etnici, come lo sterminio dei Tutsi in Ruanda, se non il loro incoraggiamento.

## Tesi del libro
Ogni capitolo del libro menziona accordi segreti, "sporchi trucchi", manipolazioni fomentate da persone vicine ad ambienti mafiosi, contro la democrazia e gli oppositori politici di diversi Paesi dell'Africa.

### Reti françafricane
Secondo François-Xavier Verschave, autore del libro, la Françafrique si caratterizza per numerose reti d'influenza dai diversi intenti.

#### Reti politico-affairiste

Jacques Chirac, presidente francese dal 1995 al 2007

La rete principale è denominata Foccart, dal nome del promotore di tale sistema, responsabile della cellula Afrique de l'Élysée sotto De Gaulle, e personaggio di primaria importanza nelle relazioni franco-africane fino alla morte avvenuta nel 1997. Nelle ipotesi di Verschave, la sua influenza sarebbe diminuita nel corso degli anni ottanta, a vantaggio delle reti neo-gaulliste di Charles Pasqua e delle reti di François Mitterrand. Jacques Chirac sarebbe stato l'erede di questa rete.
Nei Paesi africani francofoni di nuovo indipendenti, all'inizio degli anni sessanta, Jacques Foccart avrebbe favorito l'ascesa di dirigenti "amici". I movimenti democratici, sottraendosi alla sfera d'influenza dello Stato francese, sarebbero stati sistematicamente combattuti attraverso espedienti economici, diplomatici e militari, compresi l'incoraggiamento alla guerra, omicidi e brogli elettorali.

#### Grandi società
La stabilità del sistema franco-africano permetterebbe ad alcune società di continuare ad assicurare un predominio economico nell'Africa francofona, benché sia stata rimessa in causa da nuovi paesi: (Stati Uniti, Cina). L'esempio più significativo è quello della società petrolifera Elf, che avrebbe condotto una politica filo francese in Gabon, in Camerun, in Nigeria in Congo-Brazzaville e in Angola, e sarebbe anche stata responsabile dello scoppio o del proseguimento di guerre civili in questi tre ultimi paesi.
Bouygues (servizi pubblici) e Bolloré (trasporti, logistica), sono accusati di beneficiare di una parte dei fondi pubblici per lo sviluppo, a causa di una probabile collusione con una parte dei dirigenti.

#### Militari e servizi segreti
Secondo alcuni detrattori, la presenza militare francese è indissociabile dal sistema franco-africano, attraverso gli accordi di difesa e cooperazione militare. Questi permettono alla Francia di mantenere un peso preponderante, attraverso il controllo delle truppe nazionali africane da parte di ufficiali francesi o dell'intervento armato in caso di minacce interne o esterne. Le basi militari francesi rappresentano quindi i pilastri della françafrique nei paesi come il Senegal, il Gabon, il Ciad o la Costa d'Avorio.
Anche i servizi segreti (DGSE, DST) sono un elemento importante di queste reti, per la loro intensa collaborazione con i servizi di molti paesi africani, non necessariamente francofoni (Angola o Sudan per esempio).
La più grave accusa verte nientemeno che sull'utilizzo di truppe mercenarie, mentre i servizi segreti o le reti politico-affaristiche, non vogliono agire allo scoperto. Questa pratica sarebbe stata abituale sotto l'egida di Jacques Foccart. Lo Stato francese è quindi accusato da Verschave di avere pagato dei mercenari (come Bob Denard), o delle società specializzate in questo tipo di servizi (tra cui quella di Paul Barril), in caso di guerre civili o colpi di stato.

### Evoluzione di Françafrique

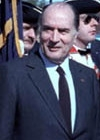
François Mitterrand

Secondo una stima dell'autore, le relazioni franco-africane si evolvono lentamente, anche se, dopo la caduta del muro di Berlino, in numerosi paesi africani sono nate nuove esigenze di democrazia. Verschave nota che François Mitterrand proponeva di legare l'aiuto pubblico allo sviluppo a un processo di democratizzazione, dopo il discorso di La Baule (1990). 
Inoltre, secondo Verschave, lo Stato francese avrebbe sostenuto ugualmente un sistema di broglio elettorale permettendo ai dittatori di mantenere il potere, chiamandoli ora «democratici» malgrado le elezioni truccate.

### Conseguenze disastrose dello sviluppo
Dal punto di vista di Verschave, tale sistema impedisce lo sviluppo di questi paesi che, spinti dallo Stato francese, avrebbero istituito fondi pensione basati sull'accumulo di ricchezza dalle materie prime. I presidenti-dittatori non avrebbero avuto alcun interesse allo sviluppo dei loro paesi, il quale sarebbe causa di pericolo perché permette l'emergere di nuove classi di lavoratori e d'impresari che, automaticamente, criticano l'utilizzo del denaro pubblico. Il sistema clientelare può sussistere perché le popolazioni non hanno altra scelta se non quella di dipendere dallo Stato. Se, invece, una buona parte dell'aiuto pubblico allo sviluppo fosse sottratta al profitto delle reti franco-africane e dei dittatori, lo sviluppo diventerebbe possibile.
L'apparizione del problema del debito alla fine degli anni settanta è parte degli stessi meccanismi. Si concede un prestito nel quadro della cooperazione, ma in un sistema di accaparramento della rendita, il prestito non può essere produttivo e sarà massicciamente deviato dal suo uso. In queste condizioni, il presidente-dittatore si arricchisce e il Paese si indebita con il sostegno dello Stato francese che recupererebbe fino a tre volte il proprio investimento.

### L'evoluzione del concetto

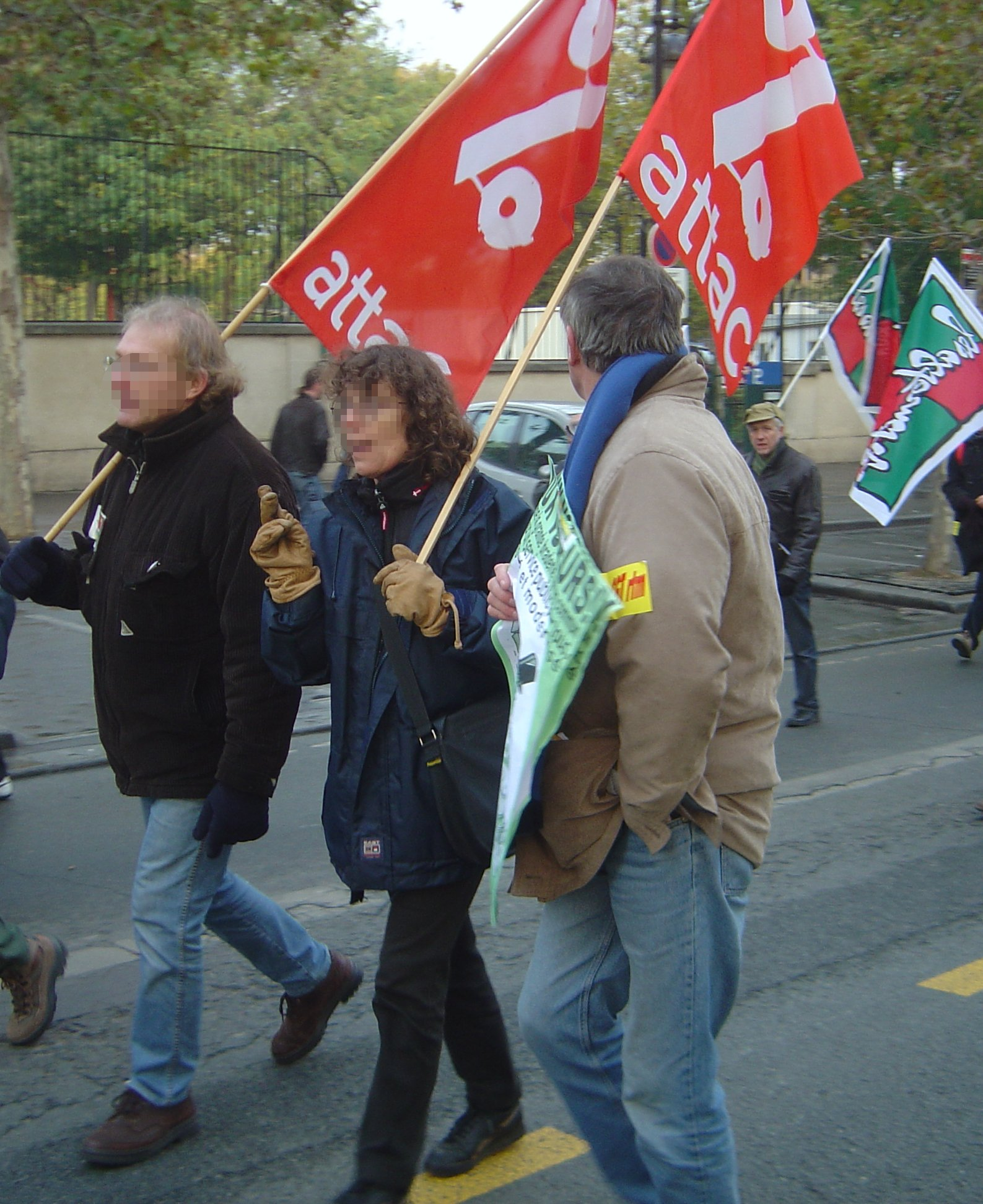
Attivisti di ATTAC

La ripresa ortografica, Françafrique al posto di France-Afrique, dal concetto delle relazioni tra lo Stato francese e gli Stati africani sviluppata da François-Xavier Verschave, senza tuttavia volersi riferire al suo ideatore, dimostra che l'espressione è rivendicata per esprimere diverse maniere di interpretare le relazioni tra lo Stato francese e i suoi omologhi africani. Tali diverse interpretazioni suscitano dibattiti e controversie.
Il libro fece un gran rumore nella corrente politica altermondialista. Esso è un riferimento per denunciare le politiche dello Stato francese sul continente africano. L'associazione Survie fa parte del circolo dei fondatori di ATTAC e l'ex presidente François-Xavier Verschave era un esponente del movimento. Il suo libro è stato oggetto di numerosi dibattiti e conferenze in seno alle associazioni locali altermondialiste · , che hanno avuto un ruolo non trascurabile per la promozione dell'opera. François-Xavier Verschave ha pubblicato d'altronde dei testi sul sito dell'associazione altermondialiste ATTAC.
Il cantante ivoriano Tiken Jah Fakoly, in seguito all'incontro con François-Xavier Verschave, ha pubblicato un album nel 2002 intitolato Françafrique, nel quale denuncia il comportamento dello Stato francese in Africa.

## Casi sviluppati nel libro

### Paesi bamiléké
Verschave accusa la Francia d'aver partecipato al massacro del Camerun negli anni 1960. Secondo lui, questi massacri avrebbero causato dai 40.000 ai 400.000 morti in Camerun.

### Sylvanus Olympio
Gnassingbé Eyadéma è accusato di avere ucciso Sylvanus Olympio, primo presidente del Togo, nel 1963 e di aver beneficiato per questo complotto della complicità francese e americana.

### La guerra del Biafra
La Francia è accusata di avere, durante la guerra del Biafra (1967-1970), armato e aiutato i secessionisti. Tale aiuto, che aveva come scopo quello di indebolire la Nigeria e l'influenza anglo-sassone nella regione, avrebbe incoraggiato il conflitto. Secondo l'opinione dell'autore, la Francia sarebbe direttamente responsabile con la Croce Rossa della catastrofe umanitaria dell'epoca.

### Outel Bono
Verschave intende denunciare l'omicidio del dottore Outel Bono -oppositore del regime di Tombalbaye (Ciad) che è stato assassinato a Parigi nel 1973- e la supposta complicità dei « servizi » francesi in questo affare.

### Dulcie September
In questo capitolo, François-Xavier Verschave analizza le ragioni dell'omicidio nel 1988 della rappresentante dell'ANC a Parigi, Dulcie September e denuncia una connivenza poi un insabbiamento dell'affare da parte delle autorità francesi.

## Opere dello stesso autore
- Nord-Sud: de l'aide au contrat. Pour un développement équitable, 1991, Syros, 1991, 243 p.
- L'aide publique au développement, avec Anne-Sophie BOISGALLAIS, 1994, Syros, 150 p.
- Libres leçons de Braudel. Passerelles pour une société non excluante, 1994, Syros, 221 p.
- Complicité de génocide ? La politique de la France au Rwanda, 1994, La Découverte, 178 p.
- La Françafrique: Le plus long scandale de la République, 1999, Stock, 380 p. ISBN 2234049482
- Noir silence. Qui arrêtera la Françafrique?, 2000, Les Arènes, 595 p. ISBN 2912485150
- Noir procès: offense à chefs d'État, 2001, Les Arènes, 382 p. ISBN 2912485312
- Noir Chirac, 2002, Les Arènes, 310 p.
- De la Françafrique à la Mafiafrique, 2004, Tribord, 70 p.
- Au mépris des peuples: Le néocolonialisme franco-africain, entretien avec Philippe Hauser, 2004, La Fabrique, 120 p. ISBN 2913372333
- L'envers de la dette. Criminalité politique et économique au Congo-Brazza et en Angola, Dossier noir de la politique africaine de la France n° 16, 2001, Agone, 225 p.
- Les Pillards de la forêt. Exploitations criminelles en Afrique, Dossier noir de la politique africaine de la France n° 17, avec Arnaud Labrousse, 2002, Agone, 192 p. ISBN 2748900103
- La santé mondiale entre racket et bien public, collectif, 2004, éditions Charles Léopold Meyer, 346 p.
- L'horreur qui nous prend au visage: L'État français et le génocide, Rapport de la Commission d'enquête citoyenne sur le rôle de la France dans le génocide des Tutsi au Rwanda, avec Laure Coret, 2005, Karthala, 586 p.
- Négrophobie, réponse aux "Négrologues", journalistes françafricains et autres falsificateurs de l'information, avec Odile Tobner et Boubacar Boris Diop, 2005, Les Arènes, 200 p. ISBN 2912485819
- Billets d'Afrique et d'ailleurs, lettre mensuelle de Survie, éditoriaux de 137 numéros (Survie)
- La maison-monde: Libres leçons de Braudel , 2005
- France-Afrique: le crime continue, 1999 ISBN 2912631025